# Extensor digitorum

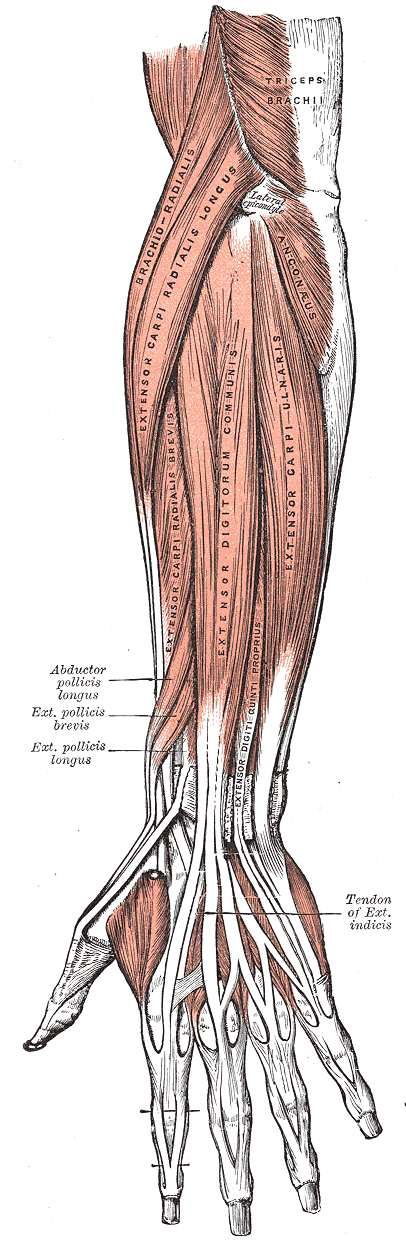
Underarmens framsida, ytliga muskler.
Illustration: Gray's Anatomy, 1918. (PD)

Extensor digitorum (latin: musculus extensor digitorum, "fingersträckarmuskeln") är, i människans kropp, en skelettmuskel på underarmens (antebrachium) dorsala sida. Som namnet antyder är muskelns främsta uppgift att extendera (sträcka) fingrarna.
Extensor digitorum har sitt ursprung i överarmsbenets (humerus) laterala epikondyl (epicondylus lateralis humeri), även kallat caput commune flexorum.
I underarmen delar sig muskeln i fyra muskelbukar. Dessa övergår i senor som passerar genom extensorretinaklets (retinaculum extensorum) fjärde senfack. I mellanhanden (metacarpus) strålar de fyra senorna ut mot fingrarna. Här sammanlänkas senorna av transversella senfibrer och hela senstrukturen är i allmänhet palperbar och synlig genom huden.
Senorna fäster distalt i fingrarnas andra och tredje falanger. 
Utanför knoglederna (metakarpofalangeallederna, art. metacarpophalangeae, MCP-leder) förenas senorna med ledens kollateralligament och tjänar som ledens dorsala ligament. På fingrarnas grundfalanger sprider senorna ut sig som breda aponeuroser som täcker grundfalangerna och förstärks av senor från interosseusmusklerna (mm. interossei) och lumbrikalmusklerna (mm. lumbricales). 
Vid fingrarnas proximala leder (proximala interfalangealleder, art. interphalangea proximalis, PIP-leder) delas senorna i tre tunna remsor. Den mellersta fäster distalt om leden i andra falangens bas och de två yttre förenas i ett gemensamt fäste på ytterfalangen distalt om de distala interfalangeallederna (art. interphalangea distalis, DIP-lederna).
Långfingrets sena åtföljs ulnart av m. extensor indicis proprius. På handryggen är ringfingrets sena ofta förenat med sina grannsenor vilket kan göra det svårt för till exempel pianister att lyfta enbart detta finger.
Extensor digitorum innerveras av n. radialis.
Ofta är lillfingerextensorn (extensor digiti minimi hopsmält med denna större muskel.